# Porta Garibaldi (Chioggia)
Porta Garibaldi (także: Porta di Santa Maria) – brama miejska we włoskim mieście Chioggia (region Wenecja Euganejska), położona przy południowym krańcu głównej ulicy miasta, Corso del Popolo (popularnie Piazza). Osłania wjazd do miasta z lądu, od południa, w tym od dworca kolejowego.

## Historia

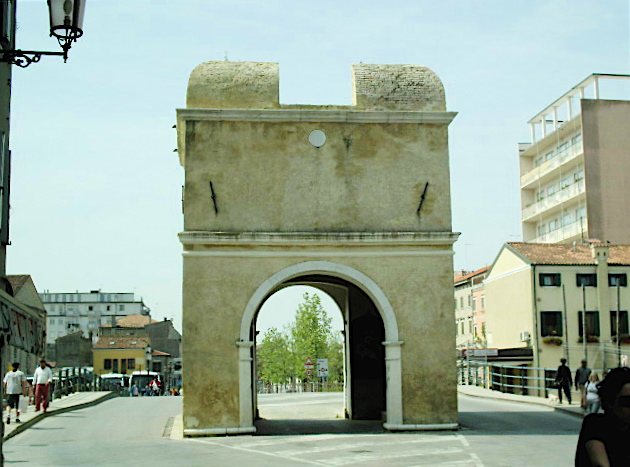
Widok od strony centrum przed przebudową (bez daszku)

Pierwotna brama nie istnieje, a data jej budowy nie jest dokładnie znana. Prawdopodobnie została zbudowana z inicjatywy doży Giovanniego Soranzo w latach 1312-1328. Była wówczas zwieńczona krenelażem, na co wskazują rysunki i druki z epoki, zachowane w Muzeum Correr w Wenecji. Stanowiła centralny bastion murów miejskich (Chioggia była miastem, które musiało bronić się przed ciągłymi atakami Padwy o prawa do dochodowych solnisk). Również stała się strategicznym punktem dla Genueńczyków, którzy opanowali miasto i zawiesili na nim sztandar swego sojusznika, króla Węgier. W czasach pokoju brama wyznaczała granicę ekspansji urbanistycznej miasta, do tego stopnia, że nawet obecnie mówi się potocznie „za bramą”, aby wskazać obszar poza historycznym centrum.
Obiekt został przebudowany w 1520 (lub 1530) przez podesta Gerolamo Barbadico lub Barbarigo, co można wyczytać z tablicy umieszczonej pod południowym portalem i płaskorzeźbą lwa Republiki Weneckiej.
Na przestrzeni lat brama przechodziła wiele renowacji. Najpierw rozebrano blanki, a po 1920 wyburzono domy zlokalizowane z boku wieży, tak aby umożliwić przejazd pojazdów. Nazwę Garibaldiego nadano w 1867 celem upamiętnienia przybycia tego włoskiego bohatera do miasta. Po zakończeniu II wojny światowej proponowano wyburzenie budowli, aby umożliwić wygodniejszy wjazd do miasta, jednak ostatecznie zdecydowano się na utworzenie dwóch przejazdów po bokach. Podczas ostatniej renowacji dodano dach kryty dachówką i zmieniono kolor tynków z pomarańczowego na żółty, co przywróciło obiektowi wcześniejszy wygląd.
Druga nazwa bramy (Porta di Santa Maria) pochodzi od obecnej weń figury maryjnej (Madonna di Marina). Upamiętnia przejście przez bramę papieża Piusa VI, który przybył do Chioggii w marcu 1782 po drodze do Wiednia, gdzie miał się spotkać z cesarzem Józefem II, aby omówić istotne kwestie kościelne. Papież nie wyjeżdżał wówczas z Rzymu, w związku z czym wydarzenie to było ewenementem.